# Ристо Ђ. Бесаровић
Ристо Ђ. Бесаровић (Сарајево, 1855 — Сарајево, 1908) био је српски политичар који је активно учествовао у друштвеном и политичком животу Сарајева.

## Биографија
Ристо Ђ. Бесаровић рођен је у Сарајеву 1855. године. Трговац по занимању, Бесаровић је активно учествовао у друштвеном и политичком животу Сарајева. Дугогодишњи члан православне црквене општине и члан школског одбора Српске гимназије у Сарајеву. Покушао је 1884. године да покрене српски политички лист. Потписник тзв. првог царског меморандума у Бечу 5. децембра 1896. чиме је почео покрет Срба у БиХ за црквено-школску аутономију. Члан изасланства српског аутономног покрета у Бечу 1898. Први је подначелник Сарајева (1905-1908). Заслужан у "Прилозима за проучавање историје Сарајева I" (1963).